# The Coquette's Awakening
Pour plus de détails, voir Fiche technique et Distribution.
The Coquette's Awakening est un film muet américain réalisé par Frank Beal et sorti en 1915

## Fiche technique
- Titre : When Memory Calls
- Réalisation : Frank Beal
- Scénario : William M. Hough
- Producteur :  William Selig
- Société de production : Selig Polyscope Company
- Société de distribution : General Film Company
- Pays de production :  États-Unis
- Langue : Anglais
- Format : Noir et blanc — 35 mm — 1,33:1 — Muet
- Genre : Film dramatique
- Durée : 20 minutes
- Date de sortie : 
  - États-Unis : 13 décembre 1915

## Distribution
- Kathlyn Williams : le Flirt
- Harry De Vere : Ralph Warner
- Guy Oliver : George
- Charles Le Moyne : Father Time